# Норсеев, Вячеслав Александрович
Вячесла́в Алекса́ндрович Норсе́ев (5 июля 1923, Слободской уезд, Вятская губерния — 12 сентября 1983, Кирово-Чепецк, Кировская область) — старший сержант Рабоче-крестьянской Красной Армии, участник Великой Отечественной войны, Герой Советского Союза (1945).

## Биография
Вячеслав Норсеев родился 5 июля 1923 года в деревне Аверинцы. После окончания школы колхозной молодёжи работал прицепщиком. В сентябре 1941 года Норсеев был призван на службу в Рабоче-крестьянскую Красную Армию. С февраля 1942 года — на фронтах Великой Отечественной войны. В боях был ранен.
К февралю 1945 года старший сержант Вячеслав Норсеев был наводчиком орудия 370-го отдельного истребительно-противотанкового дивизиона 286-й стрелковой дивизии 59-й армии 1-го Украинского фронта. Отличился во время освобождения Польши. В ночь с 31 января на 1 февраля 1945 года расчёт Норсеева переправился через Одер в районе посёлка Риттерфере в 9 километрах к северо-западу от города Козле и принял активное участие в боях за захват и удержание плацдарма на его западном берегу. Батарея Норсеева оборонялась на высоте 215,7, за четверо суток отразив восемь немецких контратак. В критический момент боя Норсеев вёл огонь из стрелкового оружия. Всего же во время отражения контратак Норсеев с товарищами уничтожил 9 танков и самоходных артиллерийских орудий, а также более 100 вражеских солдат и офицеров.
Указом Президиума Верховного совета СССР от 10 апреля 1945 года за «образцовое выполнение заданий командования на фронте борьбы с немецкими захватчиками и проявленные при этом отвагу и геройство» старший сержант Вячеслав Норсеев был удостоен высокого звания Героя Советского Союза с вручением ордена Ленина и медали «Золотая Звезда» за номером 6535.
После окончания войны Норсеев был демобилизован. Проживал и работал сначала на родине, затем в Кирово-Чепецке. Умер 12 сентября 1983 года.

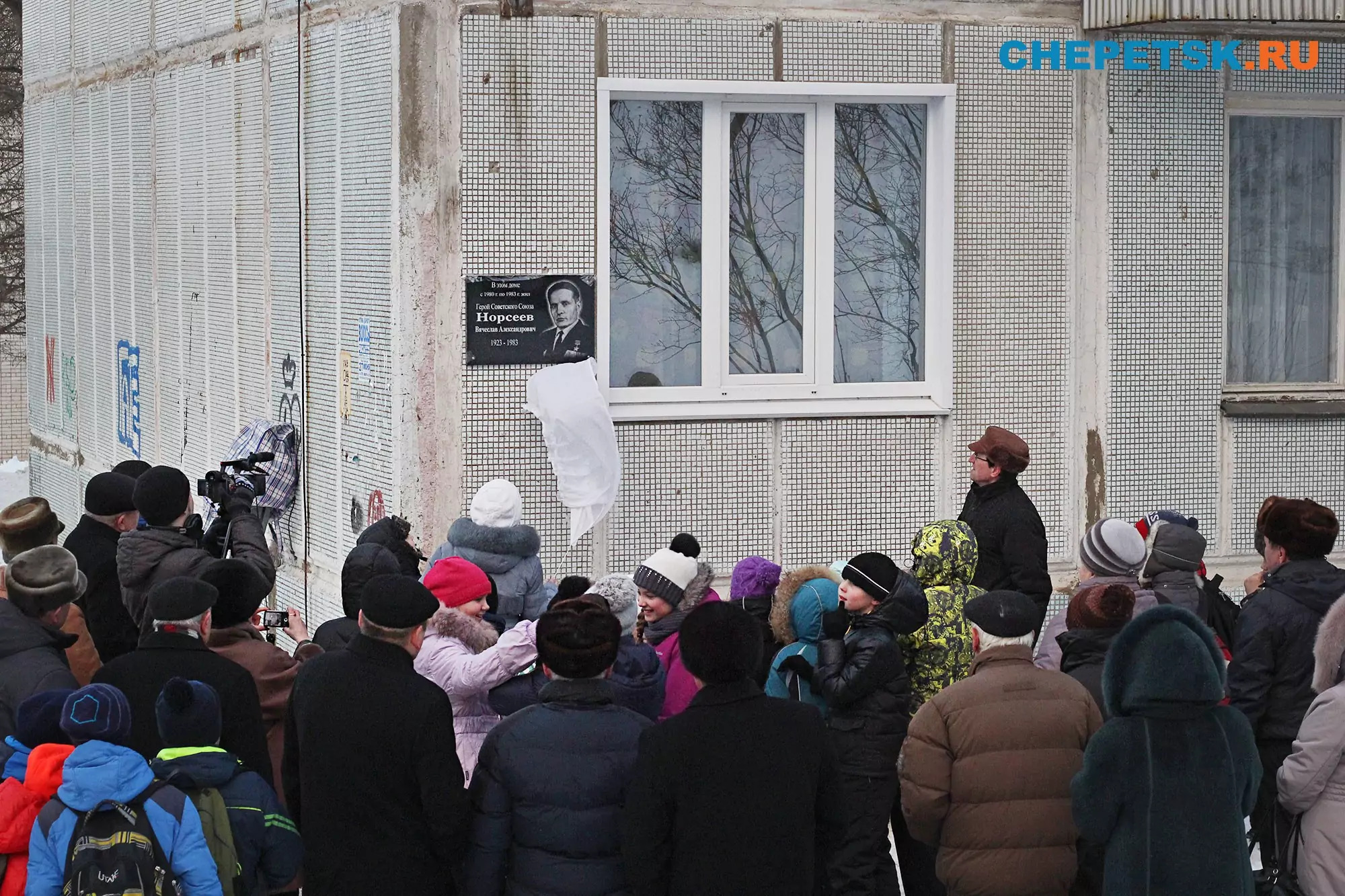
Установление памятной доски в честь В. А. Норсеева (9 декабря 2015 г. Дом №13 по ул. Чепецкой, Кирово-Чепецк).

Был также награждён орденами Отечественной войны 1-й степени и Красной Звезды, рядом медалей. В декабре 2015 г. на доме № 13 по ул. Чепецкой, где Норсеев прожил последние три года (1980-1983), была установлена памятная доска.

## Память

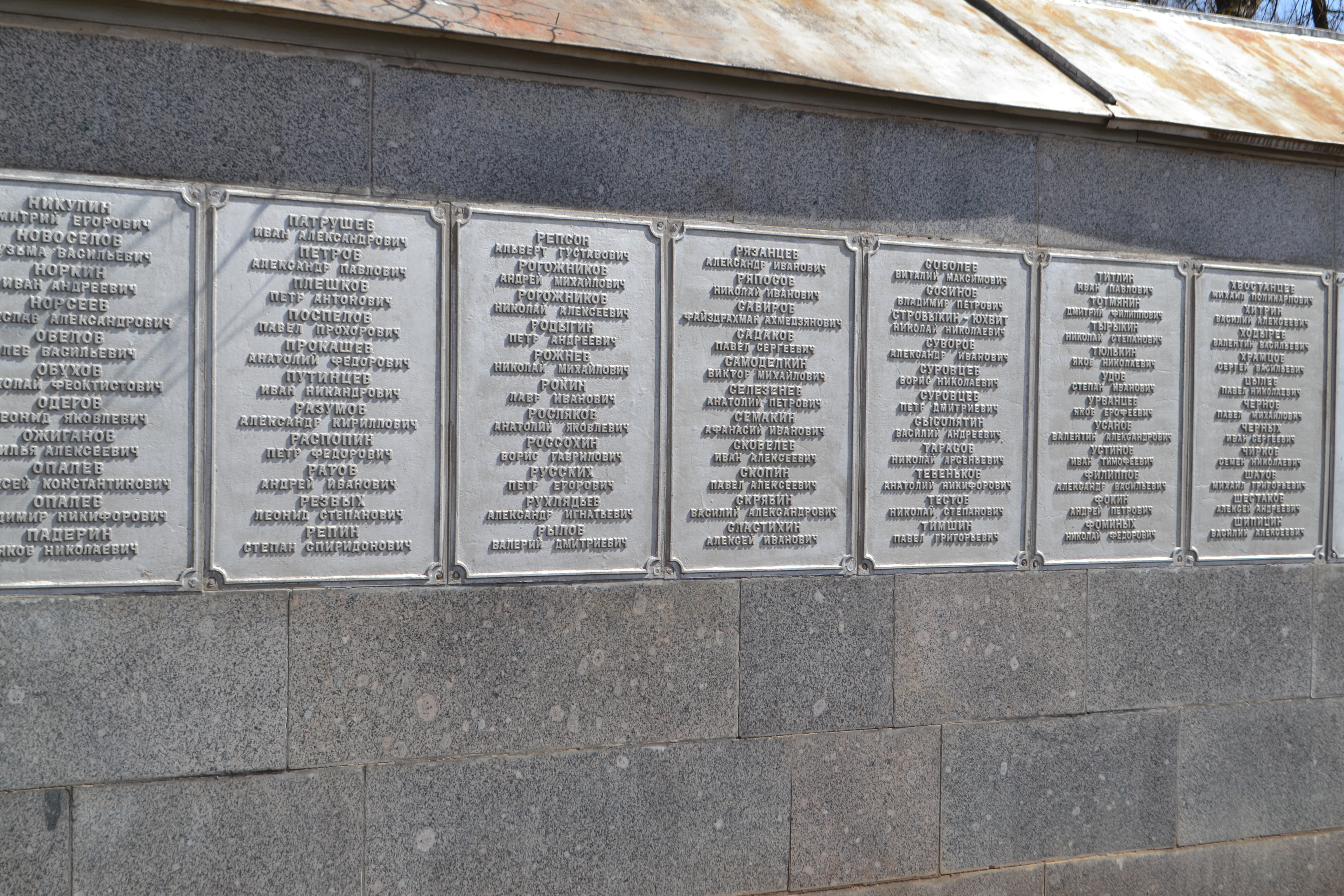
Имя Героя на мемориальной доске в парке г. Кирова

- Имя Героя высечено золотыми буквами в зале Славы Центрального музея Великой Отечественной войны в Парке Победы г. Москвы.
- Имя Героя Советского Союза увековечено на мемориальной доске, установленной в парке Дворца Пионеров в городе Кирове.
- На могиле героя установлен надгробный памятник.

## Комментарии
1. ↑  Деревня Аверинцы, относившаяся к Маракулинской, в 1920-е годы — к Сочневской волости Слободского уезда, в последующем входила в состав Назаровского, затем — Мулинского сельсовета Нагорского района Кировской области; упразднена 16.9.1999[1].